# Clara Maffei
La condesa Clara Maffei o Chiara/Chiarina Maffei, nacida Elena Clara Antonia Carrara Spinelli (Bérgamo, 13 de marzo de 1814-Milán, 13 de julio de 1886) fue una escritora italiana.

## Biografía
Era hija del conde Giovanni Battista Carrara-Spinelli, poeta y dramaturgo, y de la condesa Ottavia Gàmbara descendiente de una familia liberal. Con diecisiete años, se casó con el escritor y traductor Andrea Maffei.
En 1834, abrió un salón en Milán (Salotto Maffei) donde reunía a los artistas más ilustres del futuro risorgimento como Alessandro Manzoni, Giuseppe Verdi o Giovanni Prati.
Durante la revolución de 1848, fue una de las cincuenta mujeres de la alta sociedad milanesa que organizó la ayuda a los heridos. Más tarde se tuvo que refugiar en Suiza en casa de Carlo Tenca, su pareja entonces. 
De vuelta a Italia en los años 1860, su salón acogió a los scapigliati.
Falleció de meningitis.